# Julio César Benítez
Julio César Benítez (ur. 1 października 1940 w Montevideo, zm. 6 kwietnia 1968 w Barcelonie) – piłkarz urugwajski, grający na pozycji defensywnego pomocnika. Grał w latach pięćdziesiątych i sześćdziesiątych XX wieku.
Karierę rozpoczął w klubie Real Saragossa w roku 1955, następnie przeniósł się w 1959 do Real Valladolid, w 1960 znowu do Real Saragossa, a w roku 1961 do FC Barcelona, gdzie grał do 1968.

## Tytuły
- 2 Copa del Generalísimo (1963 i 1968, FC Barcelona).
- 1 Puchar Miast Targowych (1966, FC Barcelona).